# Гусев, Александр Константинович
Алекса́ндр Константи́нович Гу́сев (15 февраля 1879, Муравьёво, Ярославская губерния — 1945, Углич, Ярославская область) — русский поэт и краевед, музейный работник.

## Биография
Александр Константинович Гусев родился 15 февраля 1879 года в деревне Муравьёве Мышкинского уезда в крестьянской семье; происходил из династии угличских крестьян-живописцев. Военную службу проходил в Вильно.
Печатался в московских и петербургских изданиях (1912—1916), обычно под псевдонимом «Гусев-Муравьёвский» по названию родной деревни Муравьёво, находящейся в 6 км от Углича. В 1914—1915 годах печатник угличской типографии и сотрудник газеты «Угличанин». Выпустил четыре сборника стихов на крестьянскую тематику.
С 1917 года сторож Угличского музея древностей. С 1919 года, после окончания курсов музееведения в Москве, директор этого музея. С 1924 года также директор Угличского архива.
В 1930-е годы репрессирован.
Умер в 1945 году.

### Семья
Отец — Константин Антонович Гусев; учился живописи в Москве, участвовал в росписи храма Христа Спасителя.
Братья — Николай и Павел; окончили начальное Головинское училище, живописи и рисунку учились у отца.
Жена (с мая 1904) — Мария Фёдоровна Берестова, из крестьян;
- два сына[2].